# 小名浜港トンネル
小名浜港トンネル（おなはまこうトンネル）は、福島県いわき市小名浜下神白にあるトンネルである。
全長172m、片側2車線、1985年（昭和60年）3月竣工。このトンネルは小名浜港臨港道路上にあり、福島県が管理する。このトンネルは福島県道66号小名浜小野線に接続し、福島県道156号小名浜港線の終点近くにある。
重要港湾小名浜港のすぐそばにあるため坑口が船の形をしている特徴的なトンネル。上り線、下り線が別の坑口となっているが、これは片方トンネルが先行して存在した後に、もう片方を近接して切削したものである。先行して竣工した北側のトンネルは廃線となった江名軌道のトンネル跡を使用している。
平方面から小名浜市街地を迂回してアクアマリンふくしまやいわき・ら・ら・ミュウといった観光地の方向の港湾道路に直結する道路として重宝されている。